# Fürstentum Raszien
Das Fürstentum Raszien (serbisch Кнежевина Рашка / Kneževina Raška) war ein im Zentralbalkan gelegener mittelalterlicher serbischer Staat. Es existierte ab dem 8. Jahrhundert (ungefähr um das Jahr 780) bis 1217, als Stefan Nemanjić das Königreich Raszien proklamierte, das später (1345) zum Serbischen Königreich wurde.

## Geschichte
Das Fürstentum Raszien entstand in der gleichnamigen Region im heutigen Serbien, an der Grenze zu Montenegro und Bosnien-Herzegowina. Es wurde im 8. Jahrhundert gegründet und anerkannte die Oberhoheit des Byzantinischen Reiches. Der erste bekannte Herrscher war Višeslav, Groß-Župan von Raszien, der um das Jahr 780 regierte. Sein Hauptsitz war in Stari Ras (das alte Ras). Die Nachfolger Višeslavs – sein Sohn Radoslav, der Enkel Prosigoj und der Urenkel Vlastimir – erkannten ebenfalls die Oberhoheit von Byzanz an. Sie bildeten die Dynastie, die später als Vlastimirović bezeichnet wurde.
In den folgenden Jahren stand das Fürstentum unter bulgarischem (Simeon, Samuil) und montenegrinischem bzw. diokletischem Einfluss. In der Zeit des Kaisers Simeon wurde Zaharije Prvosavljević (ca. 921 bis 924) von den Bulgaren geschlagen und floh dann nach Kroatien, wo der erste König der Kroaten, Tomislav herrschte. Nach dem Tod Simeons konnte Zaharijes Nachfolger Časlav Klonimirović (regierte ca. 933–950) nach Raszien zurückkehren und mit Hilfe von Byzanz Groß-Župan werden. Er erweiterte seine Macht auf einigen Gebiete im heutigen Westserbien, Nordmontenegro, Ostbosnien und Ostherzegowina, u. a. auf Travunien.
Im 11. Jahrhundert setzte Konstantin Bodin, König von Dioklea, Vukan, einen Adligen aus Raszien, zum Gespan (Župan) ein. Dessen Nachfahren wurden Begründer der Nemanjić-Dynastie bzw. Nemanjiden, der wohl bedeutendsten serbischen Dynastie. Ihm folgte zunächst sein Sohn Uroš I., dann Enkel Uroš II. und Urenkel Desa.
Uroš I. baute während seiner Regierung von 1118 bis 1140 die politische Bedeutung Rasziens weiter aus, dadurch übertrug sich der Name Raška auf ein größeres Gebiet und wurde allgemein zur Bezeichnung für das Kerngebiet des späteren Serbischen Reiches. Die Nemanjiden, die bedeutendste serbische Dynastie des Mittelalters, trugen offiziell den Titel der Könige Rasziens, der Küstenländer und aller Serben. Stefan Nemanja, der Großžupan Rasziens von 1167 bis 1196, ein Enkel Desas, vereinigte um 1183 Raszien mit Zeta und dehnte das Herrschaftsgebiet seines Staates in Richtung Süden und Osten aus.
Der erste König Rasziens, Stefan Nemanjić, war zunächst der letzte Großžupan seines Landes von 1196 bis 1217 und erklärte sich dann zum König. Vom Papst Honorius III. erhielt er durch den päpstlichen Legaten die Insignien der königlichen Macht. So wuchsen Macht und Einfluss Rasziens bis zur Entstehung des großen Serbischen Reiches im 14. Jahrhundert.

## Fürsten

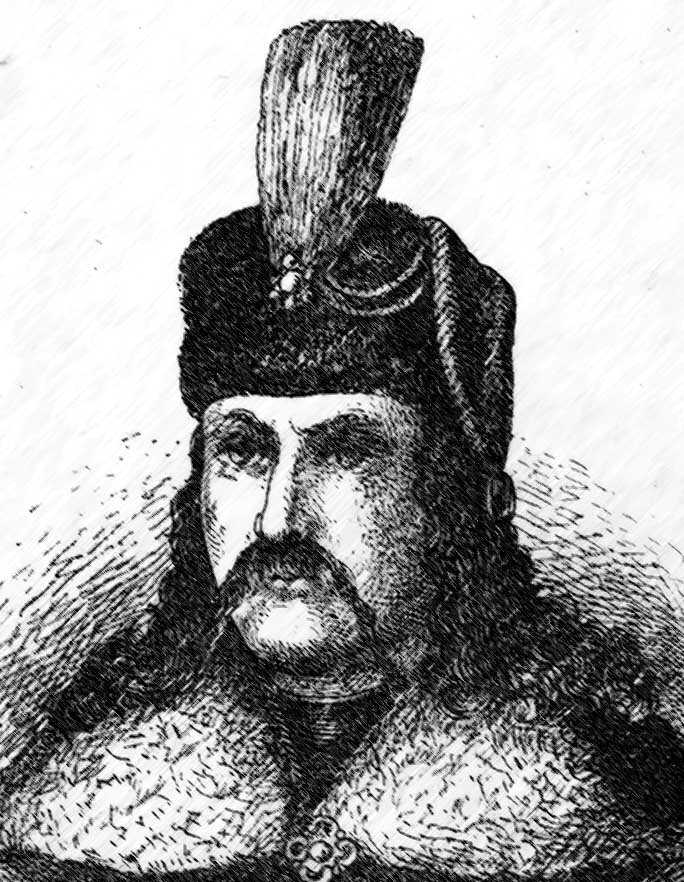
Višeslav
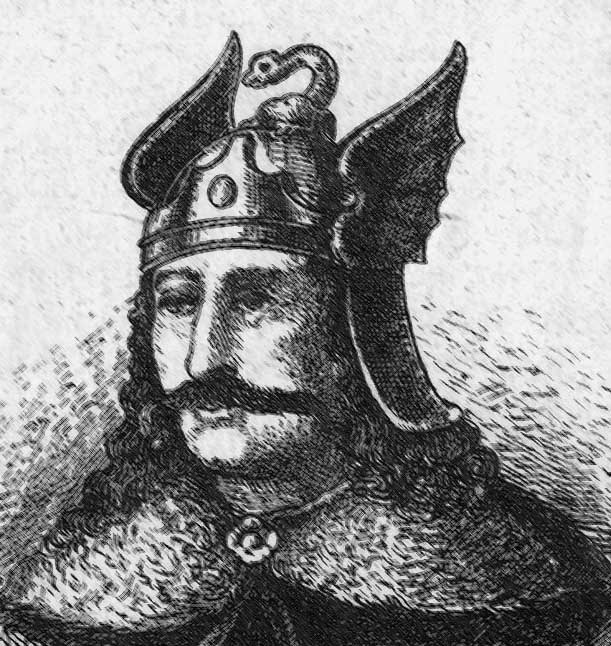
Časlav
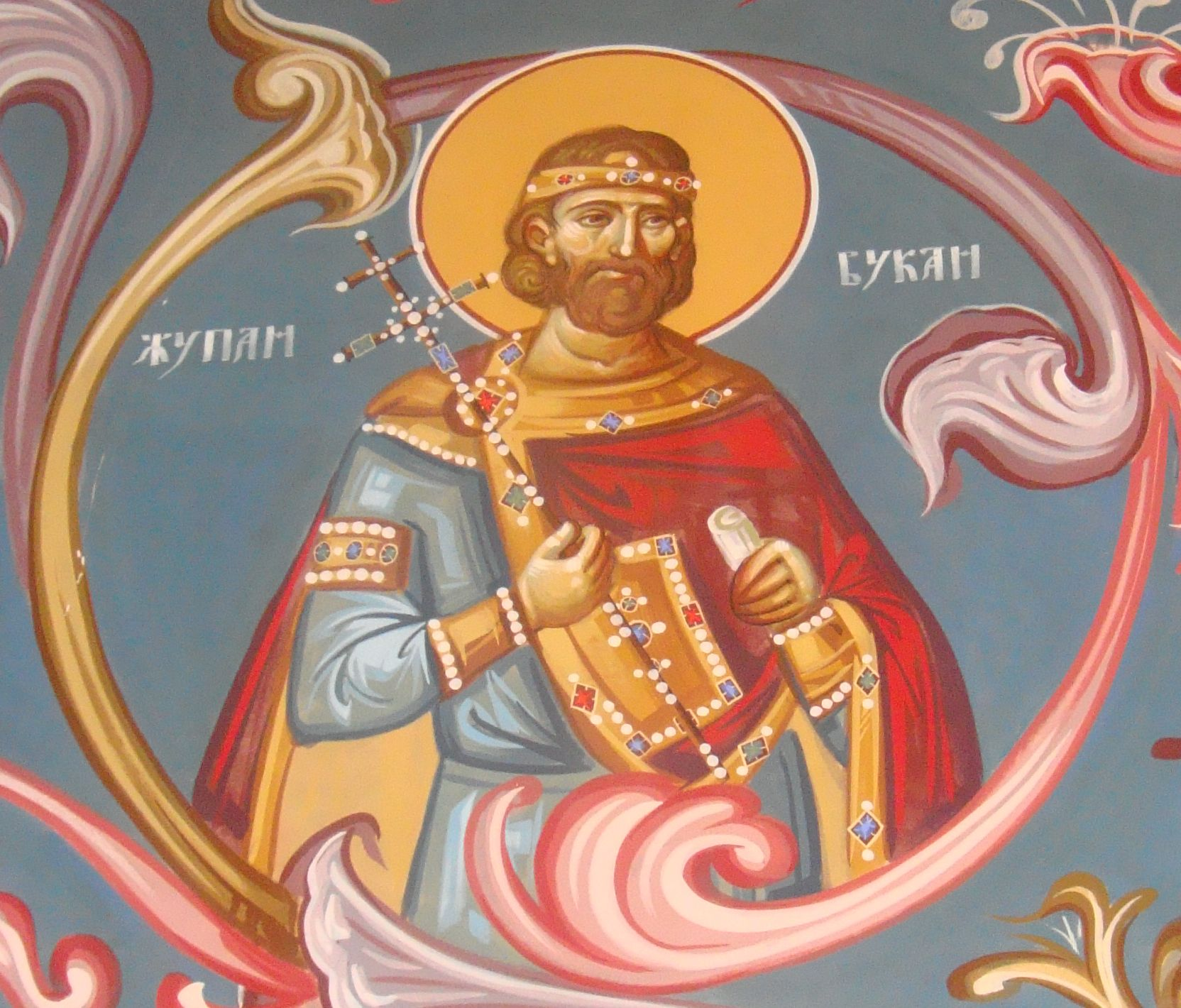
Vukan
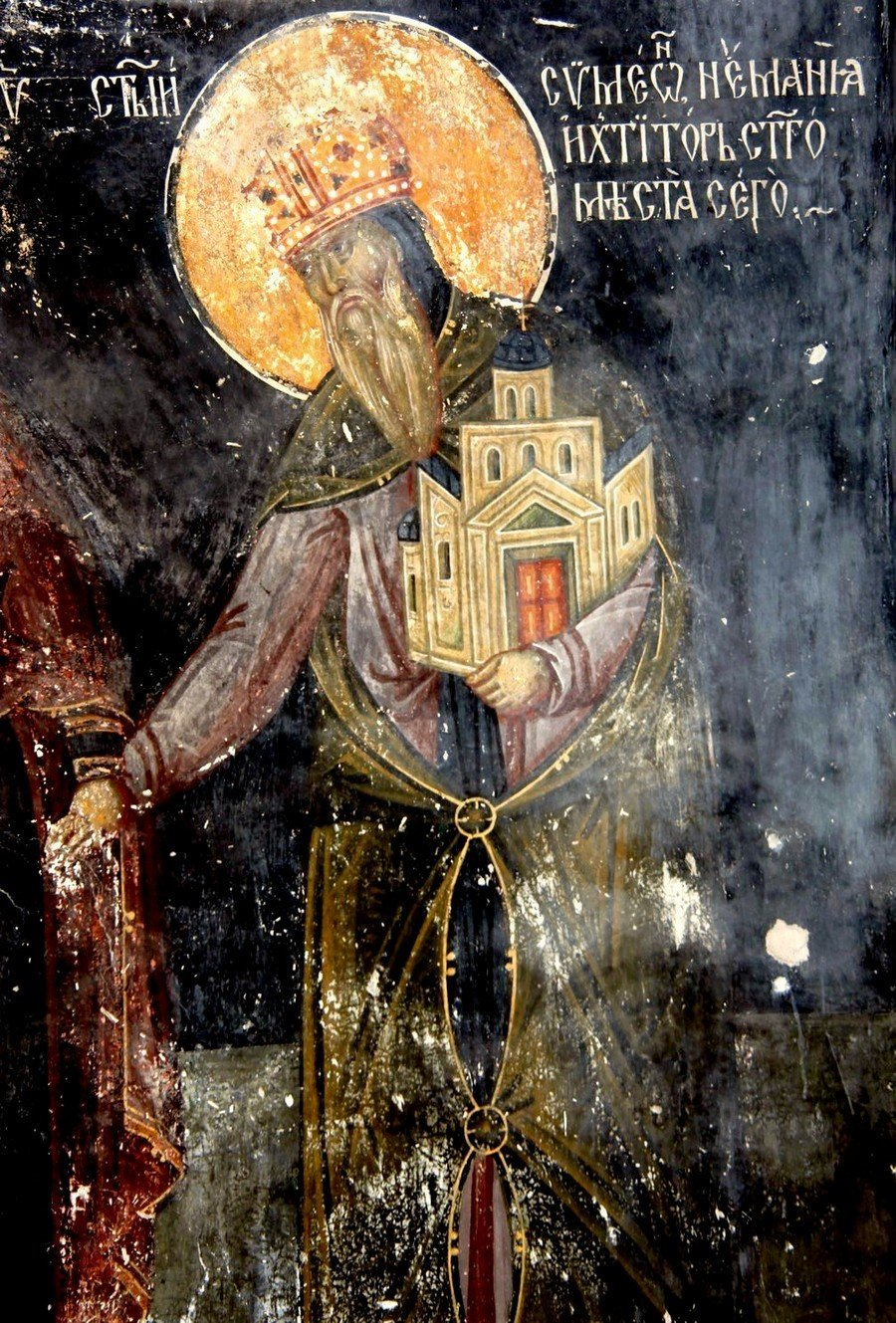
Stefan Nemanja